# Trofeo Città di Castelfidardo
De Trofeo Città di Castelfidardo was een eendagskoers voor Elite zonder contract die jaarlijks werd verreden in de Italiaanse regio Castelfidardo. De koers was onderdeel van een combinatieklassement, de Due Giorni Marchigiana, tot 2006 samen met de GP Fred Mengoni, daarna met de Gran Premio Industria, Commercio e Artigianato di Castelfidardo. De koers werd opgericht in 1981 en werd in 2008 voor het laatst verreden. Vanaf 2005 maakte de koers onderdeel uit van de UCI Europe Tour met een classificatie van 1.2 (eerder 1.1).
Onder de winnaars zitten grote wielrenners als Mario Cipollini, Fabio Baldato, Fabio Sacchi, Murilo Fischer en Adriano Malori. Geen enkele Belg of Nederlander wist de koers op zijn naam te schrijven.
In 2023 werd de koers opnieuw onderdeel van de UCI Europe Tour met een classificatie van 1.2.